# 338373 Fonóalbert
338373 Fonóalbert è un asteroide della fascia principale. Scoperto nel 2002, presenta un'orbita caratterizzata da un semiasse maggiore pari a 3,0820763 UA e da un'eccentricità di 0,0706014, inclinata di 15,34570° rispetto all'eclittica.